# Махаринец, Николай Григорьевич
Никола́й Григо́рьевич Махаринец (20 февраля 1912, Кривой Рог, Херсонская губерния — 27 ноября 2014, Тула) — советский журналист, собкорр ТАСС. Заслуженный работник культуры РСФСР (1972).

## Биография
Родился 20 февраля 1912 года в местечке Кривой Рог в семье рудокопа. Семья, в которой было 8 детей, жила бедно, отец рано умер, и некоторое время Николай жил в детском приюте. Окончил церковно-приходскую школу, учился на проходчика.
С 1931 года работал на строительстве Криворожского металлургического комбината, тогда же начал публиковать заметки в многотиражной газете комбината, затем в городской газете «Красный горняк». Был принят в штат газеты, затем окончил Ленинградский институт журналистики (редакция оплатила год подготовки к поступлению в институт).
С 1 сентября 1940 года — собственный корреспондент ТАСС по Челябинской области, с июня 1941 года — ответственный за передачу информации из Литвы. Его первая информация из Литвы о ходе полевых работ была опубликована в газете «Известия» накануне 22 июня. 23 июня с семьёй эвакуировался из Каунаса, 4 июля прибыл в Москву и был назначен корреспондентом в Сталинград, где по 1943 год был военным корреспондентом, налаживал выпуск газеты в осаждённом городе. Был награждён медалью «За оборону Сталинграда».
С 1944 года — корреспондент в Варшаве, затем — в Риге (ответственный за передачу сообщений ТАСС из Прибалтики). Участвовал в освещении одного из первых в стране процессов над военными преступниками (семь прибалтийских генералов-фашистов, в том числе бывший генерал-губернатор), приговорёнными к смертной казни через повешение. До 1950 года — собственный корреспондент ТАСС в Сталинграде, затем — в Праге, Москве, Туле (c 1962).
В 1975 году вышел на пенсию. Продолжал писать на ленту агентства, в центральную прессу, участвовал в создании областной газеты «Тульская правда».

## Награды и звания
- Орден «Знак Почёта» (4 мая 1962 года) — в связи с 50-летием газеты «Правда», за плодотворную работу в области журналистики и отмечая большие заслуги в развитии советской печати, издательского дела, радио и телевидения[1].
- Медаль «За оборону Сталинграда».
- Заслуженный работник культуры РСФСР (4 октября 1972 года) — за заслуги в области советской печати[2].